# Bonneuil-en-France
Bonneuil-en-France és un municipi francès, situat al departament de Val-d'Oise i a la regió d'Illa de França. L'any 2007 tenia 711 habitants.
Forma part del cantó de Villiers-le-Bel, del districte de Sarcelles i de la Comunitat d'aglomeració Roissy Pays de France.

## Demografia

### Població
El 2007 la població de fet de Bonneuil-en-France era de 711 persones. Hi havia 254 famílies, de les quals 76 eren unipersonals (49 homes vivint sols i 27 dones vivint soles), 49 parelles sense fills, 110 parelles amb fills i 19 famílies monoparentals amb fills.
La població ha evolucionat segons el següent gràfic:
Habitants censats

### Habitatges
El 2007 hi havia 279 habitatges, 258 eren l'habitatge principal de la família, 2 eren segones residències i 19 estaven desocupats. 189 eren cases i 85 eren apartaments. Dels 258 habitatges principals, 165 estaven ocupats pels seus propietaris, 75 estaven llogats i ocupats pels llogaters i 18 estaven cedits a títol gratuït; 30 tenien una cambra, 30 en tenien dues, 46 en tenien tres, 61 en tenien quatre i 91 en tenien cinc o més. 159 habitatges disposaven pel capbaix d'una plaça de pàrquing. A 111 habitatges hi havia un automòbil i a 101 n'hi havia dos o més.

### Piràmide de població
La piràmide de població per edats i sexe el 2009 era:
| Homes | Edats   | Dones |
| ----- | ------- | ----- |
| 0     | 95 o +  | 0     |
| 0     | 90 a 94 | 4     |
| 8     | 85 a 89 | 4     |
| 0     | 80 a 84 | 0     |
| 0     | 75 a 79 | 12    |
| 4     | 70 a 74 | 4     |
| 12    | 65 a 69 | 12    |
| 8     | 60 a 64 | 8     |
| 32    | 55 a 59 | 20    |
| 24    | 50 a 54 | 32    |
| 36    | 45 a 49 | 32    |
| 24    | 40 a 44 | 24    |
| 36    | 35 a 39 | 24    |
| 40    | 30 a 34 | 40    |
| 28    | 25 a 29 | 16    |
| 28    | 20 a 24 | 28    |
| 20    | 15 a 19 | 24    |
| 32    | 10 a 14 | 32    |
| 28    | 5 a 9   | 16    |
| 28    | 0 a 4   | 20    |

## Economia
El 2007 la població en edat de treballar era de 510 persones, 379 eren actives i 131 eren inactives. De les 379 persones actives 323 estaven ocupades (180 homes i 143 dones) i 55 estaven aturades (34 homes i 21 dones). De les 131 persones inactives 26 estaven jubilades, 57 estaven estudiant i 48 estaven classificades com a «altres inactius».

### Ingressos
El 2009 a Bonneuil-en-France hi havia 245 unitats fiscals que integraven 682 persones, la mediana anual d'ingressos fiscals per persona era de 21.454 €.

### Activitats econòmiques
Dels 85 establiments que hi havia el 2007, 2 eren d'empreses extractives, 1 d'una empresa de fabricació d'elements pel transport, 11 d'empreses de fabricació d'altres productes industrials, 16 d'empreses de construcció, 19 d'empreses de comerç i reparació d'automòbils, 16 d'empreses de transport, 3 d'empreses d'hostatgeria i restauració, 1 d'una empresa d'informació i comunicació, 2 d'empreses financeres, 2 d'empreses immobiliàries, 6 d'empreses de serveis, 3 d'entitats de l'administració pública i 3 d'empreses classificades com a «altres activitats de serveis».
Dels 22 establiments de servei als particulars que hi havia el 2009, 2 eren tallers de reparació d'automòbils i de material agrícola, 1 taller d'inspecció tècnica de vehicles, 2 paletes, 3 guixaires pintors, 5 fusteries, 1 electricista, 4 empreses de construcció, 1 agència de treball temporal, 1 restaurant i 2 agències immobiliàries.
L'any 2000 a Bonneuil-en-France hi havia 4 explotacions agrícoles que ocupaven un total de 164 hectàrees.

## Equipaments sanitaris i escolars
El 2009 hi havia una escola elemental.

## Poblacions més properes
El següent diagrama mostra les poblacions més properes.